# Кукурудзяний сироп

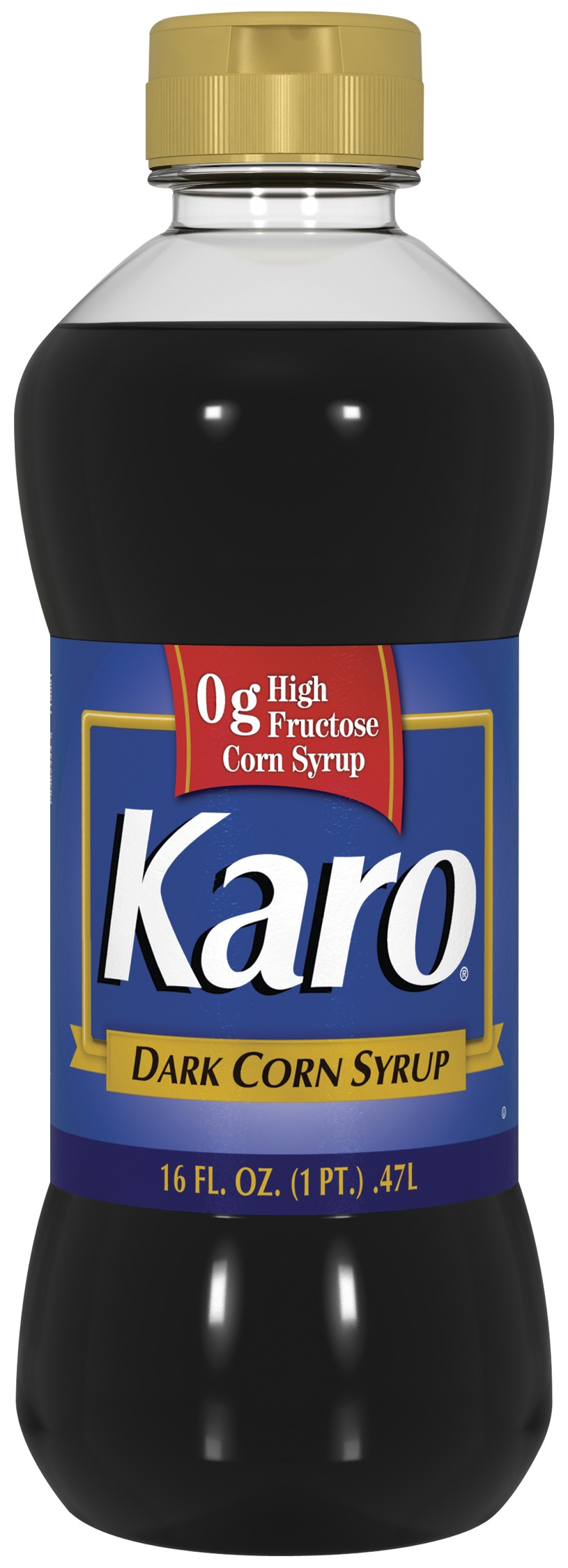
Темний кукурудзяний сироп

Кукурудзяний сироп (англ. corn syrup) — сироп з кукурудзяного крохмалю. Широко використовується в харчовій промисловості і кулінарії як загущувач і підсолоджувач. Має властивість не зацукрюватися і зберігати вологу в масі виготовленого продукту, що робить текстуру ніжнішою, запобігає висиханню, збільшує об'єм продукту та збагачує смак.

## Види
Кукурудзяний сироп буває світлим і темним. Частіше використовується світлий, оскільки темний менш рафінований, містить специфічні домішки та ближче до патоки.

## Виготовлення
У минулому, при промисловому виготовленні кукурудзяного сиропу використовувався гідроліз (оцукрення) кип'ятінням розчину крохмалю в присутності соляної або сірчаної кислот з подальшим видаленням кислоти та нерозчинних залишків. В цей час основний метод промислового виготовлення — двоетапний ферментативний гідроліз. Фермент альфа-амілаза (продукт бактерії Сінна паличка) використовують для гідролізу крохмалю в складні вуглеводи різної довжини, а фермент глюкоамілаза — для подальшого розщеплення до глюкози. На виробництво однієї тони сиропу йде приблизно 2300 літрів кукурудзяних зерен.
В кукурудзяному сиропі високий вміст глюкози. Кукурудзяний сироп виготовляють також з фруктозою, в якому від 45 % до 90 % цукрів припадає на фруктозу. Такий сироп солодший і легше розчиняється. Для його виробництва використовуються додаткові ферменти, які перетворюють глюкозу у фруктозу.

## Склад
Склад кукурудзяного сиропу може змінюватися в досить широких межах. Як і для інших цукровмісних сиропів, загальна кількість цукрів визначають по декстрозних еквівалентах — утриманню редукуючих цукрів, виражених через декстрозу. Так, зацукрений сироп з 95 ДЕ містить практично тільки глюкозу.